# Кузьменко, Юрий Константинович
Ю́рий Константи́нович Кузьме́нко (род. 1941, Липовка, СССР; в публикациях — нем. Jurij Kusmenko или англ. Yury Kuzmenko) — советский, российский и немецкий филолог-германист, специалист по фонологии и исторической лингвистике, доктор филологических наук. Один из ведущих специалистов по древнейшей истории германских языков и германским историко-лингвистическим реконструкциям.
Почётный доктор Вильнюсского университета. В настоящее время преподаёт в Университете Гумбольдта (Берлин).

## Биография
Учился на отделении скандинавской филологии в ЛГУ (1960—1965), среди его учителей был известный германист М. И. Стеблин-Каменский. В 1965—1968 годах учился в аспирантуре Ленинградского отделения Института языкознания Академии наук СССР (ЛО ИЯ АН СССР, сейчас — Институт лингвистических исследований РАН). В 1970 году защитил кандидатскую диссертацию на тему «История шведских аффрикат» (научным руководителем был М. И. Стеблин-Каменский), а в 1985 г. — докторскую диссертацию на тему «Факторы фонологической эволюции скандинавских языков».
С 1988 по 1994 год был руководителем отдела сравнительно-исторического изучения индоевропейских языков ЛО ИЯ АН СССР. С 1994 по 2007 год — профессор лингвистики в Университете Гумбольдта. Регулярно занимал (занимает) учебные должности в высших учебных заведениях Ленинграда (Санкт-Петербурга), Вильнюса и Берлина.
Внёс вклад в программу документирования исчезающих языков. Вместе с Михаэлем Рисслером был ведущим специалистом в программе документирования и изучения саамских языков Кольского полуострова, работал с известными саамскими учителями и языковыми активистами Антоновой и Афанасьевой. Кроме того, Кузьменко занимался вопросами влияния финно-угорских языков и, в частности, саамских языков, на германские языки.
В 2011 году Вильнюсский университет присвоил ему звание почётного доктора.
Премия Правительства Санкт-Петербурга «за выдающиеся научные результаты в области науки и техники в 2021 году» в номинации «филологические науки — премия им. С. Ф. Ольденбурга» — за цикл работ в области фонологии, ранней истории германских языков и письменностей.

## Основные работы
1. Фонологическая эволюция германских языков. — Л., 1991. 284 стр. (моногр., англ. резюме)
2. Граффити на восточных монетах. Древняя Русь и сопредельные страны. — Л., 1991. 191 стр. (моногр. в соавт. с И.Г. Добровольским и И.В. Дубовым).
3. Der samische Einfluss auf die skandinavischen Sprachen. Ein Beitrag zur skandinavischen Sprachgeschichte. — Berlin, 2008. Berliner Beiträge zur Skandinavistik 10. (моногр.) 462 стр.
4. Ранние германцы и их соседи. Лингвистика, археология, генетика. СПб., 2011, 265 с.

## Переводы
1. Сага об Олаве Святом // Снорри Стурлусон. Круг Земной. (Литературные памятники). Издание подготовили А.Я. Гуревич, Ю.К. Кузьменко, О.А. Смирницкая, М.И. Стеблин-Каменский. Москва, 1980. С. 167–378[4].
2. Н.С. Трубецкой «Система письма» из книги «Старославянская грамматика». Перевод с немецкого, предисловие и комментарии Ю. К. Кузьменко. СПб.: ИЛИ РАН, 2019 (предисловие переводчика 5-11, комментарии 67-133)[5].